# Akramitis
Der 825 m hohe Akramitis (griechisch Ακραμίτης) ist der zweithöchste Berg der griechischen Insel Rhodos im Mittelmeer.
Der Berg befindet sich nordwestlich des Dorfes Siana im Westen der Insel. Er weist eine moderat ansteigende Ostflanke sowie einen steilabfallenden Westabhang auf.

## Besteigung
Zum Gipfel führen zwei Wanderwege. Ein Aufstieg beginnt als Fußpfad am westlichen Ortsausgang von Siana am Friedhof und steigt in engen Serpentinen auf alten Hirtenpfaden nach oben. Steinmännchen erleichtern die Orientierung. Nach ungefähr dreißig Minuten verlässt man den schattenspendenden Zedernwald und bewegt sich teilweise durch unwegsame Macchia. Ein verlassenes Gebäude der Feuerwache auf dem Gipfel dient weiter als Orientierung. Der Aufstieg dauert etwa siebzig Minuten.
Von der Straße zwischen Siana und Monolithos führt ein weiterer Weg zum Gipfel. Der Aufstieg dauert hier knapp zwei Stunden und führt zunächst einen zugewachsenen Fahrweg entlang. Man erreicht eine Hochebene, in welcher sich früher eine Siedlung befunden hat. Nach ungefähr vierzig Minuten erreicht man die kleine Kapelle Agios Ioannis. Danach gelangt man zum Rand des leicht ansteigenden Gipfelplateaus, von welchem aus der Weg gemächlich zum Gipfel führt.

## Gipfel und Aussicht

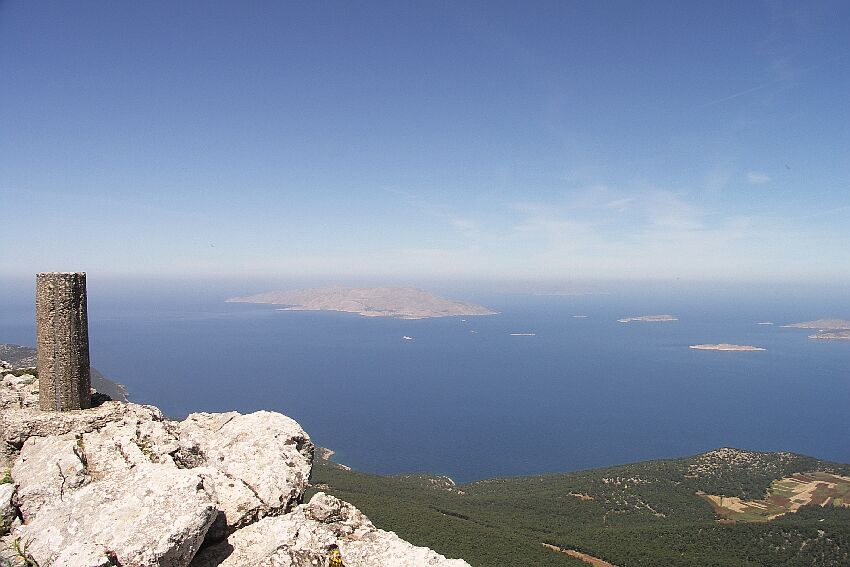
Blick vom Gipfel

Da der Gipfel unbewaldet ist und nach Westen hin steil abfällt, hat man einen ungestörten Blick über die Westküste hin zur Insel Chalki und der unbewohnten Insel Alimia. Am nordwestlichen Bergfuß sieht man eine seltsame Tennisschläger-förmige Hochebene, welche heute mit Weinreben bewachsen ist und wo vor 2.500 Jahren das Königreich Kimisala gelegen haben soll.
Der Stausee von Apolakkia ist im Süden zu sehen, nordöstlich sieht man den kahlen Gipfel des Attavyros.